# 東北学院大学
東北学院大学（とうほくがくいんだいがく、英語: Tohoku Gakuin University）は、宮城県仙台市青葉区土樋一丁目3番1号に本部を置く日本の私立大学。1886年創立、1949年大学設置。大学の略称はTG、TGU。

## 概要

### 大学全体
ミッションスクールのひとつであり、リベラルアーツを重視した私立の総合大学である。
東北学院大学は1886年（明治19年）に開校された私塾「仙台神学校（Sendai Theological Training School）」を起源とする。
キリスト教伝道者の育成を目的に日本最初のプロテスタント教会である日本基督公会の設立に関わった押川方義と、1885年（明治18年）に来日したアメリカ人ドイツ改革派教会宣教師のW・E・ホーイが設立した。1891年（明治24年）には、伝道者育成に加え普通高等教育を施すようになり、校名を「東北学院」と改称。
押川とホーイが本学を離れた後、彼と同じく、フランクリン・アンド・マーシャル大学で学び、ホーイの推薦によって日本伝道の任に就いていたD・B・シュネーダーが指導的立場に立った。1904年（明治37年）に東北学院専門科（翌年専門部と改称）が専門学校令によって認可。大正期に神学科・文科・師範科・商科の4学科体制となり、南六軒丁校地（現在の土樋キャンパス）を取得した。
1930年代以降の戦時色の深まりは東北学院の経営にも悪影響を及ぼし、シュネーダーは1936年（昭和11年）に「我は福音を恥とせず」との言葉を残して学院を去った。翌年には神学部が日本神学校に合流し、半世紀に及ぶ神学教育の歴史に幕を下ろした。太平洋戦争中の1943年（昭和18年）に文科の募集を停止し、翌年東北学院航空工業専門学校を設立した。
戦後まもなく福音改革教会（旧ドイツ改革派教会の後身）からの支援が再開され、1949年（昭和24年）に新制大学として東北学院大学が発足。1960年代に4学部体制となった。2022年（令和4年）現在は6学部16学科、6研究科を擁する総合大学である。
1962年（昭和37年）仙台の北東にある多賀城市に多賀城キャンパスを設け、工学部など理系学部の拠点とした。1988年（昭和63年）には仙台市北部に広大な泉キャンパスを開設した。2023年（令和5年）に本部がある土樋キャンパスに近い場所に五橋キャンパスを置き、多賀城キャンパスは廃止になった。

### 建学の精神（校訓・理念・学是）
東北学院の三校祖である押川、ホーイ、シュネーダーは、東北学院の建学の精神を「福音主義キリスト教」に基づく「個人の尊厳の重視と人格の完成」の教育にあるとし、聖書の示す神に対する畏敬の念とイエス・キリストにならう隣人への愛の精神を培い、文化の発展と福祉に貢献する人材の育成を目指した。
学則第1章第1条には、「東北学院大学は、キリスト教による人格教育を基礎として、広く知識を授けるとともに深く専門の学芸を教授研究し、知的、道徳的及び応用的能力を展開させ、もって世界文化の創造と人類の福祉に寄与することを目的とする。」とある。
当大学の建学の精神や教育方針を最も的確にしたものとして、旧東北学院中学部校舎の正面入口に掲げられていた「LIFE LIGHT LOVE」という標語の原形である「LIFE, LIGHT AND LOVE FOR THE WORLD」をスクールモットーとした。「命（生命の尊さ）と光（知識・希望）と愛（隣人愛）を世界のために」という意味である。

## 教育および研究
文系7学部、理系2学部、そして国内では数少ない教養学部（2023年4月募集停止）を擁し、毎日の「大学礼拝」と「キリスト教学」（全学部全学科で必修科目として、1年次及び3年次の科目として履修）の学習による聖書の教えをもとにした、福音主義キリスト教に基づく教養教育（リベラル・アーツ）を重視している。
1937年（昭和12年）に廃止された旧神学部の伝統を継承するキリスト教伝道者養成機関として、1964年（昭和39年）に文学部基督教学科が設置されたが、定員割れの年が多かったため、2011年（平成23年）に文学部総合人文学科へと改組され、伝道者を目指さない学生にも門戸を開いた。

### 学風および特色
創立時に欧米のリベラル・アーツ・カレッジをモデルとしている。
北関東以北に本部を置く私立大学では最大規模であるが、2024年度入学者は東北地方だけで95％以上を占めている

## 沿革
（沿革節の主要な出典は公式サイト）

### 年表
- 1886年 - 押川方義、W.E.ホーイの協力により「仙台神学校」を開校。
- 1887年 - 東二番丁の本願寺別院跡に移転。
- 1888年 - D.B.シュネーダー夫妻が仙台着任。
- 1891年 - 校名を「東北学院」に改称。予科2年・本科4年・神学部3年に学制変更。
- 1892年 - 経済的に豊かではない生徒が働いて学資を稼ぐための団体「東北学院労働会」設立[4]。
- 1893年 - 押川春浪により野球部設立。
- 1895年 - 予科・本科を改組、普通科5年・専修部2年（文科・理科）に。
- 1896年 - 島崎藤村が英語教師となる（翌年まで）。
- 1898年 - 理科専修部を廃止。
- 1901年 - シュネーダーが院長に就任。
- 1904年 - 神学部・専修部を専門学校令による専門科（3年、文学部・神学部）に改組。
- 1905年 - 専門科を専門部に、文学部・神学部を文科・神学科に改称。
- 1910年 - 校旗制定。
- 1916年 - 南六軒丁（現・土樋キャンパス）に専門部校地を取得。
- 1921年 - 校歌制定（ゾーグ作詞・作曲、青木義夫訳）。
- 1925年 - 神学科を専門部より分離、神学部（第1科・第2科）に。
- 1926年 - 専門部校舎（現・大学本館）竣工。創立40周年記念式典で押川、ホーイ、シュネーダーの三校祖が再会を果たす。
- 1927年 - W.E.ホーイ永眠。
- 1928年 - 押川方義永眠。専門部予科を廃止、専門部を4年制とする。
- 1929年 - 専門部を高等学部に改称、神学部を改組し本科・予科（3年）を設置。
- 1930年 - 高等学部師範科に専攻科（1年）を設置。
- 1931年 - 角田桂嶽教授の免職をめぐって理事会と教員らが対立し、学生をも巻き込む騒擾事件に発展する[5]。
- 1932年 - ラーハウザー記念東北学院礼拝堂竣工。
- 1933年 - 高等学部制帽を角帽から丸帽に改める[6]。
- 1936年 - シュネーダー院長退任。高等学部文科を文科第1部、師範科を文科第2部と改称。
- 1937年 - 東北学院神学部が日本神学校に合流（1943年廃止）[7]。高等学部を3年制とする。ヘレン・ケラーが東北学院を訪問[8]。
- 1938年 - D.B.シュネーダー永眠。
- 1942年 - 高等学部商科第2部を設置。
- 1943年 - 高等学部文科を募集停止、商科を高等商業部に改称。
- 1944年 - 東北学院航空工業専門学校を設置。
- 1945年 - 仙台空襲で南六軒丁の木造校舎焼失[9]。航空工業専門学校、東北学院工業専門学校に改称。
- 1946年 - 高等商業部を改組、東北学院専門学校（英文科・経済科）を開設。
- 1947年 - 工業専門学校が閉校。
- 1949年 - 教育基本法、学校教育法に基づき、専門学校は新制大学に昇格。文経学部を設置（専門学校の廃止は1951年）。
- 1951年 - 財団法人から学校法人に改組され、「学校法人東北学院」となる。
- 1953年 - シュネーダー記念東北学院図書館（現・大学院棟）竣工。
- 1962年 - 工学部を多賀城キャンパスに設置。
- 1964年 - 文経学部を文学部と経済学部に、文経学部二部を文学部二部と経済学部二部に分離。文学部に基督教学科を設置。大学院文学研究科を設置。
- 1965年 - 法学部と大学院経済研究科を設置。
- 1966年 - 大学院工学研究科を設置。
- 1968年 - 大学紛争発生（～72年）[10]。
- 1975年 - 大学院法学研究科を設置。
- 1979年 - 土樋キャンパス78年館（のちの1号館）竣工[11]。
- 1986年 - 東北学院創立100周年。
- 1988年 - 泉キャンパスに教養部（文・経済・法学部）を移転。
- 1989年 - 教養学部を泉キャンパスに設置。
- 1993年 - 住居表示の実施に伴い、泉キャンパスの住所が、泉区市名坂字天神沢9番地1から泉区天神沢二丁目1番1号に変更される。
- 1994年 - 大学院人間情報学研究科を設置。
- 1997年 - 大学院文学研究科にヨーロッパ文学史専攻とアジア文化史専攻を設置。
- 1999年 - 大学設置50周年。
- 2000年 - 文学部英文学科、経済学部経済学科と商学科に昼夜開講制を導入。
- 2001年 - 文学部基督教学科をキリスト教学科に。経済学部商学科を経営学科に、教養学部教養学科言語科学専攻を言語文化専攻に改称。キリスト教学科の募集要綱からキリスト者であることを除いた。
- 2002年 - 工学部機械工学科を機械創成工学科に、電気工学科を電気情報工学科に、応用物理学科を物理情報工学科に、土木工学科を環境土木工学科に改称。大学院経済研究科に経営学専攻を設置。
- 2004年 - 大学院法務研究科法実務専攻（法科大学院）を設置。
- 2005年 - 教養学部教養学科の3専攻を人間科学科、言語文化学科、情報科学科の3学科に改組、及び地域構想学科を開設。文学部史学科を歴史学科に改称。
- 2006年 - 東北学院創立120周年。工学部を機械知能工学科、電気情報工学科、電子工学科、及び環境建設工学科に再編し、工学基礎教育センターを開設。
- 2009年 - 経済学部を改組し、新たに共生社会経済学科を設置。経済学部経営学科は経営学部経営学科に改組。土樋キャンパス内に東北学院大学博物館を開設。
- 2011年 - 東日本大震災で学生5名、入学予定者4名死亡。各キャンパス被災[12]。文学部を改組し、キリスト教学科は募集を停止。総合人文学科を新設。
- 2013年 - 大学院法務研究科法実務専攻（法科大学院）における、2014年（平成26年）の学生募集停止を決定。
- 2016年 - 東北学院創立130周年。
- 2017年 - 工学部を改組。電子工学科は募集停止。電気情報工学科が電気電子工学科に名称変更。新たに情報基盤工学科を設置。
- 2020年9月 - 五橋キャンパス起工[13]。
- 2022年10月1日 - 五橋キャンパス献堂式[13]。
- 2023年 - 情報、国際、人間科学、地域総合の4学部を新設[14]。

## 基礎データ

### 所在地
- 土樋キャンパス（宮城県仙台市青葉区土樋一丁目3番1号）
- 五橋キャンパス（宮城県仙台市若林区清水小路3番地1）
- 泉キャンパス（宮城県仙台市泉区天神沢二丁目1番1号）

### 象徴

#### 校章
- TG章

1901年（明治34年）に校章の図案作成を委嘱された図画教師小泉成一（仙台二中との兼任）が十字架と東北学院の各頭文字TGを配した「TG章」を考案し、全東北学院のシンボルとして現在まで継承されている。
これとは別に1949年（昭和24年）の東北学院大学発足とともに考案された校章（襟章）が存在する。
- 大学シンボルマーク

東北学院大学設置50周年記念事業の一環として大学のシンボルマークが制定され、2000年（平成12年）10月14日のホームカミングデー記念式で発表された。東北学院大学の各頭文字TGUを一体的に表現し、3Lの建学精神をシンボライズしたものとなっている。
- ブランドマーク

2023年（令和5年）5月15日、十字架とTG、スクールモットー（LIFE LIGHT LOVE）、創立年（SINCE 1886）を組み合わせたスカイブルーのブランドマークが制定された。

#### スクールカラー
- スクールカラーはブルー（またはスカイブルー）である[PR 15]。

#### 校歌
- 東北学院校歌（1921年6月制定）[PR 16]

神学部教授E.H.ゾーグが英語の「Fair Gakuin」を作詞・作曲し、中学部英語教師青木義夫が訳詞を行った。折返し5節からなる。
東北学院中学校・高等学校、東北学院榴ヶ岡高等学校の校歌も同じである。

## 組織構成

### 組織

#### 学部
- 文学部
  - 英文学科
  - 総合人文学科 - 旧神学部、旧基督教学科の伝統を引き継ぎ、卒業すると日本基督教団補教師試験Bコース受験資格が与えられる。
  - 歴史学科
  - 教育学科
- 経済学部
  - 経済学科
  - 共生社会経済学科（2023年4月学生募集停止）
- 経営学部
  - 経営学科
- 法学部
  - 法律学科
    - 政策・行政コース
    - 企業法務コース
    - 法律専門職コース
- 工学部
  - 機械知能工学科
  - 電気電子工学科
  - 環境建設工学科
  - 情報基盤工学科（2023年4月学生募集停止）
- 教養学部（2023年4月学生募集停止）
  - 人間科学科
  - 言語文化学科
  - 情報科学科
  - 地域構想学科
- 情報学部（2023年4月新設）
  - データサイエンス学科
- 人間科学部（2023年4月新設）
  - 心理行動科学科
- 国際学部（2023年4月新設）
  - 国際教養学科
- 地域総合学部（2023年4月新設）
  - 地域コミュニティ学科
  - 政策デザイン学科

#### 大学院
- 文学研究科（博士課程）
  - 英語英文学専攻
  - ヨーロッパ文化史専攻
  - アジア文化史専攻
- 経済学研究科（博士課程）
  - 経済学専攻
  - 経済データサイエンス専攻（修士課程）
- 経営学研究科（修士課程）
  - 経営学専攻
- 法学研究科（博士課程）
  - 法律学専攻
- 工学研究科（博士課程）
  - 機械工学専攻
  - 電気工学専攻
  - 電子工学専攻
  - 環境建設工学専攻
- 人間情報学研究科（博士課程）
  - 人間情報学専攻

#### 附属機関

##### 研究所
- キリスト教文化研究所
- 経済研究所
- 経営研究所
- 英語英文学研究所
- 教育総合研究所
- 東北文化研究所
- ヨーロッパ文化総合研究所
- 宗教音楽研究所
- 地域総合研究所
- データサイエンス研究所
- 工学総合研究所
- 人間科学研究所
- 法学政治学研究所
- アジア流域文化研究所
- 国際学研究所

##### センター
- 教職課程センター
- 情報処理センター
- 産学連携推進センター
- 理数基礎教育センター
- 外国語教育センター
- 学生健康支援センター
- 地域連携センター
- グローバル教育センター

##### 図書館
- シュネーダー記念中央図書館（土樋キャンパス）
- 中央図書館分館（土樋キャンパス大学院棟）
- コラトリエ・ライブラリー（五橋キャンパス）
- 泉キャンパス図書資料保存館（泉キャンパス）

##### 博物館
- 東北学院大学博物館

### 研究

#### 私立大学学術研究高度化推進事業
- オープン・リサーチ・センター整備事業
  - 大学院文学研究科（アジア流域文化論）
  - 大学院文学研究科（ヨーロピアン・グローバリゼーションと諸文化圏の変容に関する研究）
- ハイテク・リサーチ・センター整備事業
  - 大学院工学研究科（特殊環境下における外場誘起によるナノデバイスの機能性発現および新素材探索）
- 東北における神学・人文学の研究拠点の整備事業[18]
- 地域共生教育による持続的な『ひと』づくり『まち』づくり事業[19]
- 「みやぎ・せんだい協働教育基盤による地域高度人材の育成」事業[20]
  - 具体的な取り組み
    - 人材育成と企業支援を考えるシンポジウム
    - 宮城の企業発見プログラム
    - 教育プログラム「地域課題演習（地域企業版）」
    - みやぎ県南地域 企業研究会など
    - 連携機関：宮城教育大学・東北工業大学・石巻専修大学・ 尚絅学院大学・仙台大学・仙台白百合女子大学・東北生活文化大学・宮城学院女子大学・聖和学園短期大学・東北生活文化大学短期大学部・仙台高等専門学校・宮城県・仙台市・七十七銀行・仙台銀行・宮城県中小企業家同友会・日本政策金融公庫仙台支店・宮城県商工会議所連合会

## 学生生活
新入生オリエンテーション
かつては在学生の中から志望者を募った「オリエンテーションリーダー」と呼ばれる学生が案内役となり、数日間にわたってカリキュラム登録や大学生活のアドバイスなどが行われる新入生オリエンテーションというものが開催されていた。特に仙台市近郊のホテルに一泊して親睦を深める宿泊研修が特徴的であった。しかし、新型コロナウイルス感染症（COVID-19）の流行を機に廃止となり、代わって東北学院大学生協学生委員会が主催する形で、1dayの交流イベントが開催されている。

### 学園祭
大学祭は、五橋キャンパスで例年10月中旬開催の「五橋祭」と、土樋キャンパスで同下旬開催の「六軒丁祭」がある。期間中、それぞれ10時・11時から17時までが開催時間となっている。

### サークル・課外活動
学生会

　学生会常任委員会
学生会の最高執行機関にあたり、学生会に所属するすべてのサークルを統括しており、常任委員長は毎年秋期に選挙によって選出される。出馬にあたっては、学年や総合役員会の団体への所属経験など、特段の制限はない。
新入生歓迎行事や大学祭などの学生会行事は常任委員会に開催権があり、総合役員会からの賛成をもって開催される。
また、合同協議会という場で大学当局に学生の要望を提出し、利便性の向上や学生生活の充実を図る。

総合役員会
総合役員会は、学生の要望をまとめ、学内の問題や学生会行事について審議する学生総会に次ぐ第二議決機関として10団体で構成されている。
学生会代議委員会、応援団、学生アルバイト委員会、クラブ幹事会、経済・経営学生ゼミナール協議会、セツルメント会、体育会常任幹事会、文化団体連合会、放送会、工学部連合会執行委員会
（過去にはキリスト教青年会という団体も総合役員会の一員だったが、長らく部員がおらず活動実績もなかったため、2010年に除名）
体育会
体育会常任幹事会が以下の所属団体を統括している。
合気道部, アメリカンフットボール部、空手道部、弓道部、剣道部、硬式野球部、ゴルフ部、サイクリング部、サッカー部、山岳部、自転車競技部、自動車部、柔道部、準硬式野球部、少林寺拳法部、水泳部、スキー部、スキューバーダイビング部、スケート部、相撲部（休部）、ソフトテニス部、卓球部、軟式野球部、ハンドボール部、バスケットボール部、バドミントン部、バレーボール部、フェンシング部、ボウリング部、ボート部、ボクシング部、洋弓部、ヨット部、ライフル射撃部、ラクロス部、ラグビー部、陸上競技部、レスリング部、ワンダーフォーゲル部、硬式テニス部
文化団体連合会（文団連）
文化団体連合会には、文化系のサークルが所属。
映画部、英語会（ESS）、演劇部、奇術研究会、キャロラーズ（女声合唱団）、グリークラブ（男声合唱団）、軽音楽部（T.M.S.）、考古学研究部、写真部、新聞会（休部）、萩鳳会（法律の勉強）、将棋部、書道研究部、釣友会、ハイキング部、美術部、プレクトラムソサエティー（マンドリン中心の管弦楽）、邦芸部（茶道・華道）、漫画研究会、落語研究会、旅行研究会、The Catching Tomorrow（TCT:コンピュータ）、室内合奏団、reMix 、料理研究会、工学部天文部、工学部フォーク&ロック部、視覚文化研究会、ロボット研究会、IT研究開発同好会
クラブ連合会
体育会、文化団体連合会とは別になる体育系と文科系のサークルが所属。
居合道部、卓球部、バスケットボール部、ヨット部、競技麻雀団体三色同好会
特別団体
- 大学宗教部の付属機関である聖歌隊（正式名称は東北学院大学宗教部聖歌隊）は、当大学の学生によって組織されていることから、サークル団体と同様に扱われることがある。大学の公式行事であるクリスマス礼拝等では、他の合唱団（グリークラブ、キャロラーズ、ヒムネンコール）と合同で活動している。

- 吹奏楽団（S.W.E.シンフォニック・ウインド・アンサンブル）はサークル団体として組織されており、かつては全日本吹奏楽コンクールの常連であった（最後の全国大会出場は2002年）。

特別団体（47団体）
大学のサークルとして公認された団体。
基礎スキー愛好会、球技研究会、けん玉同好会、剣道愛好会、祭友会、室内合奏団、推理小説研究会、卒業記念アルバム制作実行委員会、卒業祝賀実行委員会、ソフトボール愛好会（VTEC）、ソフトテニス愛好会stage、チアリーディングチーム、手打ちそば研究会、テニス愛好会Fine、天文同好会、東洋哲学研究会、トリム運動研究会、日本語ボランティアサークルHANDS、バドミントン同好会、バレーボールクラブ ZONE、フォークソング愛好会、フライングディスク・アルティメット、サークルUnchain（アンチェイン）、古着愛好会、フランス文化愛好会（休部）、文芸同好会、民俗学研究会、モーターバイク愛好会、幼稚園英語活動サークル、料理研究会、Ausdruck（アウスドルック:ジャグリング）、Bridge（ブリッジ:留学生へのサポート、Dance Factory's、Extend Hobby Sports（球技）、GUYS（ガイズ:国際交流）、LIBERO（リベロ:サッカー・フットサル）、POCKET'S（ポケッツ:ビリヤード、reMix（リミックス:アカペラ）、SEASON（シーズン:スポーツ全般）、Selfish（セルフィッシュ:球技全般）、SKP（エスケービー:スポーツ新聞発行）、SOUND OF NO GENERATION（映画・音楽等カルチャー研究）、SPAβ（スパーシュ:バスケットボール）、SURGE（サージ:サーフィン）、S.W.E.（吹奏楽部）、TGタイクラブ（休部）、VS-ALL ROUND SPORTS-、4-LEAVES（仙台のまち起こし）

### スポーツ
- 東北学院大学スポーツ特別強化プロジェクト
  - スポーツを教育の一貫と捉えた特別強化プロジェクト。特別強化の対象スポーツを「硬式野球」と「女子バスケット」に絞り、人材を集め、全国大会で戦える組織とする。このプロジェクトには、言うまでもなく結果も求められている。
  - 硬式野球部は、仙台六大学野球連盟に加盟している[21]。
  - バスケットボール部は、東北大学バスケットボール連盟に加盟している[22]。
  - 準硬式野球部は、全日本大学準硬式野球選手権大会で優勝1回、準優勝7回の実績がある[23]。
  - サッカー部は、第4回全国大学サッカー選手権大会で準優勝している。

#### 総合定期戦
- 毎年、青山学院大学・北海学園大学両校と総合定期戦が開催されている。
  - 対青山学院大学総合定期戦（1950年〜）

2020年と2021年の定期戦は新型コロナウイルス感染症拡大により中止となり、2022年に日程と競技数を限って再開された[24]。
  - 対北海学園大学総合定期戦（1955年〜）[25]

令和3年度の第67回定期戦は新型コロナウイルス感染症拡大により中止となり[26]、2022年に再開された[27]。

## 施設

### キャンパス
2005年（平成17年）、東北大学が青葉山新キャンパス の整備方針を策定した際、同大学の片平キャンパス南地区から電気通信研究所などを移転させて跡地を売却する方針も決めたため、本学は土樋キャンパスに隣接する同地を取得して一体整備する計画を立て、2020年（令和2年）度までに泉キャンパスを土樋地区に統合整備する計画を策定した。しかし、2011年（平成23年）3月11日に発生した東北地方太平洋沖地震（東日本大震災）による被害が多額にのぼった東北大学が、売却益より移転費用の方が上回る見込みの片平キャンパス南地区の売却を断念したと6月2日に報道された。
2016年（平成28年）12月20日、仙台市が設置した仙台市立病院跡地購入事業者選定委員会は、約1万7500平方メートルの跡地の売却に関する優先交渉者として東北学院を選定したことが明らかとなった。売却額は44億円。これによって東北学院は、2021年（令和3年）をめどに東北学院大の教養学部（泉区）と工学部（多賀城市）を跡地に集約し、近接する同大土樋キャンパス（青葉区）と一体的に整備する方針と報じられている。
2022年（令和4年）9月末に竣工予定。2023年4月の開設を目指し整備を進める。
約1万7500平方メートルの敷地に、高層棟とホール棟（5階）・講義棟（7階）・研究棟（8階）・駐車場棟（2階）の計5棟を整備する。各棟は今年9月に完成予定で、その後、泉キャンパス（泉区）と多賀城キャンパス（多賀城市）の機器などを移設する。講義棟にはコンビニエンスストアも入居予定。
東北学院大は文系学部の1・2年生と教養学部の全学生が学ぶ泉キャンパス、工学部生が学ぶ多賀城キャンパスを集約し、近くの土樋キャンパス（青葉区）と合わせ約1万1000人の学生が集う「一つのキャンパス」だと報じられている。
報道の通り、仙台市立病院跡地に整備されたキャンパスは五橋キャンパスとして2022年（令和4年）9月に竣工し、2023年（令和5年）4月より供用が開始された。

#### 土樋キャンパス
- 使用学部：文学部・経済学部・経営学部・法学部・地域総合学部政策デザイン学科
- 使用研究科：文学研究科、経済学研究科、経営学研究科、法学研究科
- 交通アクセス：仙台市地下鉄南北線の五橋駅または愛宕橋駅から徒歩5分。JR東日本および仙台市地下鉄の仙台駅から徒歩20分。

当キャンパスは、北側を南六軒丁通り、東側を猿曳丁通り、南側を土樋通り、西側を米ケ袋鹿の子清水通に囲まれる街区の多くを占める。東北大学片平キャンパスの南側に隣接する文教エリアにあり、周辺は閑静な住宅街である。

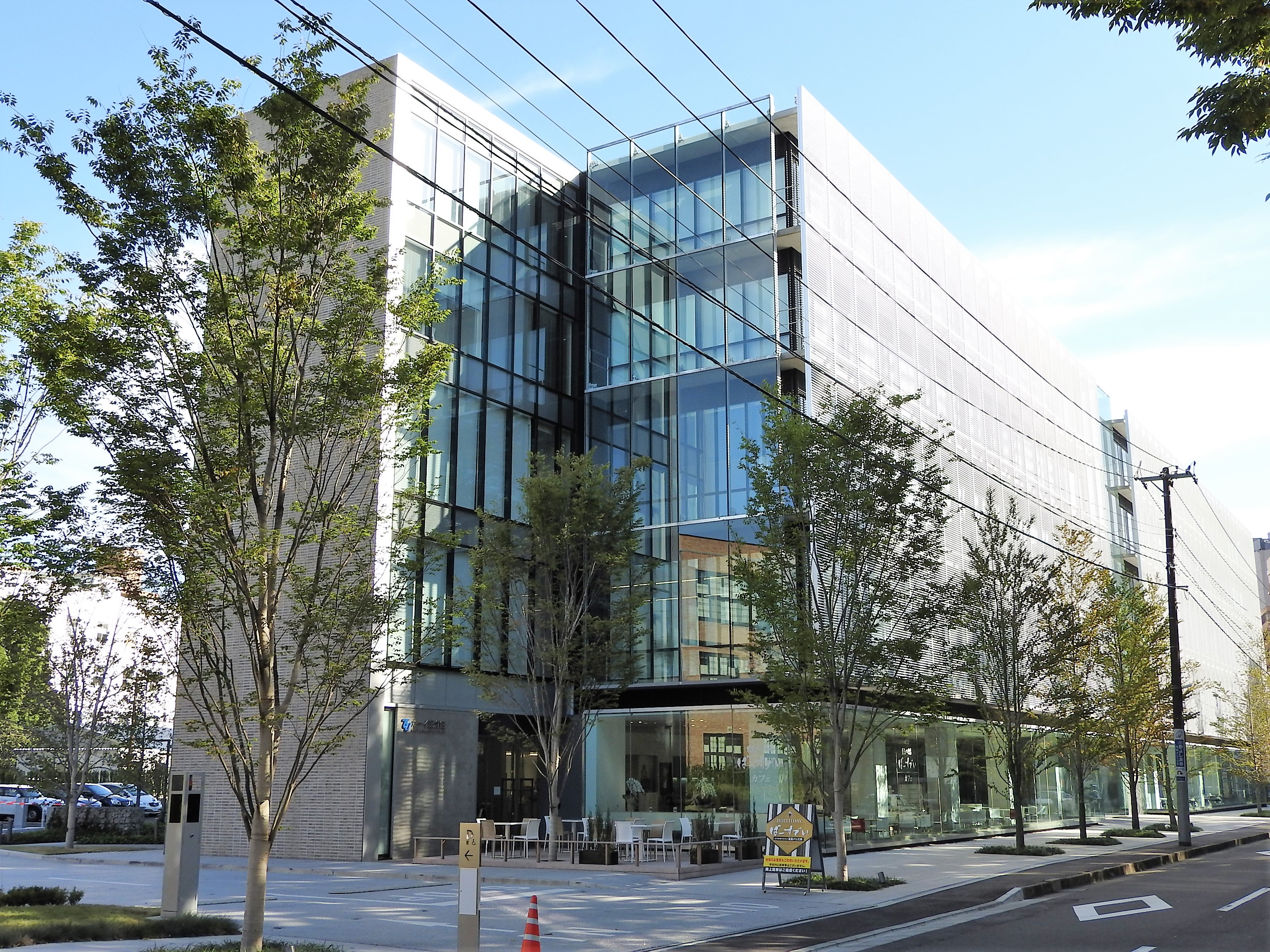
ホーイ記念館

当地は広瀬川の河岸段丘である仙台中町段丘と同段丘より一段低い仙台下町段丘にまたがっており、両段丘の間の段丘崖の地形に沿って南西方向に凸の弧状の街区を形成している。当キャンパスは、段丘崖上に並ぶ仙台藩上級家臣の3邸宅（西から佐藤家、柴田家、砂金家）跡地 を明治になって継いだデフォレスト邸、ブラッドショー邸、明善分寮などの跡地、および、段丘崖下の町人地に広がっている。正門がある南六軒丁通りは、江戸時代にその東端近くで四ツ谷用水支流と交差しており、ここを境に西側が侍屋敷、東側は奥州街道・田町の町域となっていた。
住所の「土樋」は段丘崖下の町人地の町名に由来し、江戸時代は仙台弁の影響で「つっとい」と読んだが、現在は共通語・標準語に基いて「つちとい」と読む。

##### 文化財

###### 東北学院大学本館
土樋キャンパス内には多数の建物が所狭しと建っているが、中でもアメリカ人建築家のJ・H・モーガンが設計したカレッジ・ゴシック様式の2つの建物が目を引く。1つは土樋キャンパスのシンボルであり、正門を入って正面に位置する「本館」である。1925年（大正14年）に旧・専門部校舎として建てられ、現在は法人本部が使用している。2014年に国の登録有形文化財に登録された。また、2021年7月16日、文部科学省文化審議会は土樋キャンパスの正門を登録有形文化財に答申した。今後、答申を踏まえ、官報告示を経て、登録手続が行われることになる。

###### ラーハウザー記念東北学院礼拝堂
もう1つは本館の右手にある「ラーハウザー記念礼拝堂」である。名称にある「ラーハウザー」とは、第2代院長であるシュネーダーが米国にて募金活動を行った際、それに賛同し、献金を寄せた、エラー・ラーハウザー嬢に由来する。1932年（昭和7年）に建てられた当礼拝堂は、約900名を収容でき、堂内にはキリストの昇天を描いた英国製のステンドグラスが正面にあり、その横には、かつて活躍し、形のみを残した米国モーラー社（en:M. P. Moller）製のパイプオルガンが、北関東以北で最も古いパイプオルガンとして現存している。現在は、ドイツ（ハンブルク）のルドルフ・フォン・ベッケラート社（de:Rudolf von Beckerath Orgelbau）による、ネオ・バロックスタイルのパイプオルガンが使用されている。この建物もまた2014年に国の登録有形文化財に登録された。なお、礼拝堂地下室には、東北学院史資料センターがある。

###### 東北学院大学大学院棟」（旧シュネーダー記念東北学院図書館）
このほかに大学院棟（旧シュネーダー記念東北学院図書館）も国の登録有形文化財に登録されている。

###### デフォレスト館（旧シップル館）

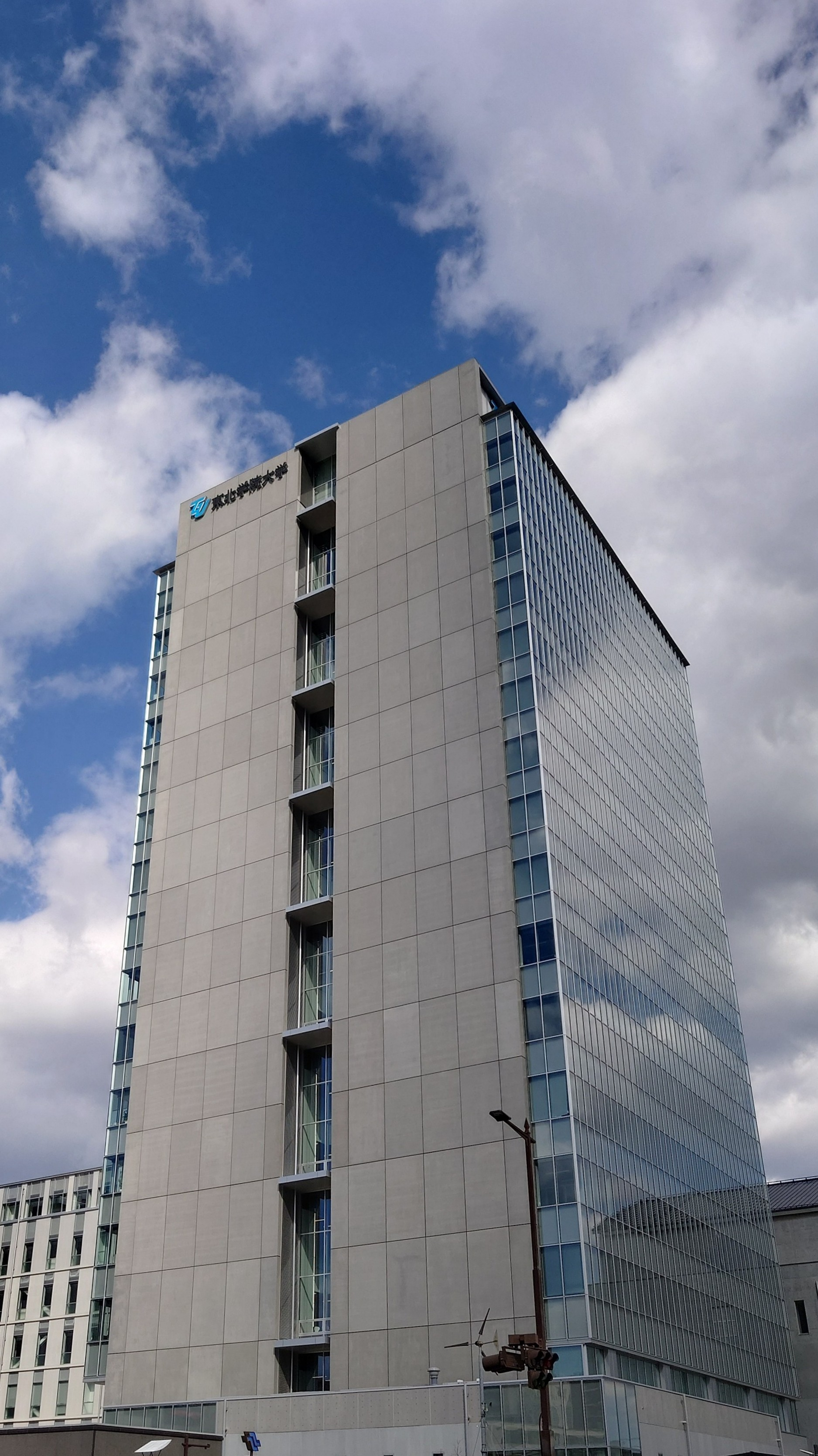
シュネーダー記念館

デフォレスト館（旧シップル館）

#### 五橋キャンパス
- 使用学部：文学部・経済学部・経営学部・法学部（各1、2年生）・工学部・教養学部・地域総合学部地域コミュニティ学科・情報学部・人間科学部・国際学部
- 使用研究科：工学研究科、人間情報学研究科
- 交通アクセス：仙台市地下鉄南北線の五橋駅から徒歩1分。JR東日本および仙台市地下鉄の仙台駅から徒歩20分。

当キャンパスは、先代の仙台市立病院跡地に新設されたアーバン型キャンパス。五橋駅の荒町方面口に直結している。
礼拝堂に代わる施設として、押川記念館には多目的ホール（押川ホール）が設置され、従来の泉キャンパス礼拝堂（令和5年度より、泉キャンパス音楽堂）にある、フランスのアルフレッド・ケルン社（de:Alfred Kern & fils）によるフレンチ・クラシカルオルガンが移設されている。

#### 泉キャンパス（教育機能は五橋へ移転）
- 使用学部：なし
- 使用研究科：なし
- 交通アクセス：地下鉄泉中央駅から徒歩35分。同駅から宮城交通バスを利用し15分。

当キャンパスは1965年（昭和40年）に泉町（当時）において用地取得され、1972年（昭和47年）に当時の東北学院高等学校榴ケ岡校舎が東北学院榴ケ岡高等学校として、現榴岡公園の地から移転した。1986年（昭和61年）の東北学院100周年にあわせ更に造成され、東北学院総合運動場として利用された（現在は東北学院陸上競技場などがある）。泉市（当時）が仙台市に合併された1988年（昭和63年）に文系学部の教養部が当地に移転し、仙台市が政令指定都市に移行した翌1989年（平成元年）に教養学部が新設された。
約10万坪の広さと最新の教育施設を誇る、豊かな自然に囲まれたキャンパスである。また、1200名を収容できる当キャンパス礼拝堂（令和5年度より「音楽堂」と称している）には、フランスのアルフレッド・ケルン社（de:Alfred Kern & fils）によるフレンチ・クラシカルオルガンが設置されていた。このパイプオルガンは、2023年（令和5年）に五橋キャンパスの押川記念館にある多目的ホール（押川ホール）内に移設され、多賀城キャンパスにあるドイツ（ベルリン）のカール・シュッケ社（de:Karl Schuke Berliner Orgelbauwerkstatt）製のパイプオルガンが代わりに設置され、礼拝堂は、泉キャンパス音楽堂に改められた。
2023年度以降も体育施設は利用できる。
2025年度より、2号館の建物を東北学院榴ケ岡高等学校の校舎として利用開始した。

#### 多賀城キャンパス（廃止解体）
- 使用学部：工学部
- 使用研究科：工学研究科
- 交通アクセス：JR仙石線・多賀城駅から徒歩10分。JR東北本線・国府多賀城駅から徒歩20分・塩釜駅から徒歩25分。
- 以前は一部東北本線利用者以外の大半が仙石線多賀城駅を利用していたが、東北本線国府多賀城駅が出来たことで混雑を回避しこちらに乗る利用者も多くなった。

1942年（昭和17年）から多賀城村（当時）に建設開始され稼動した多賀城海軍工廠は、第二次世界大戦後の占領期に進駐軍「キャンプ・ローパー」として使用された。その跡地は広大であり、現在は多賀城駐屯地、東北管区警察学校、多賀城市文化センター、仙台港臨海工業地区などに転用されている。当キャンパスもその跡地の一部に設置されており、進駐軍完全撤退後の1961年（昭和36年）9月25日に東北財務局に払い下げ申請し、1962年（昭和37年）4月1日に多賀城町（当時）に開設した。
キャンパス内には稲荷殿古墳という小型の円墳があり、1981年（昭和56年）と1982年（昭和57年）に、大学が発掘調査を実施して、7世紀後半の築造と推定した。
多賀城駅からキャンパスの方向を見ると、「工学部礼拝堂」の十字架を望見することができる。打放しコンクリートの近代的な礼拝堂には、毎日「大学礼拝」のため、多くの教職員・学生が集まり、祈りをささげている。
礼拝堂の手前には、工学専門図書を収集している「多賀城キャンパス図書館（工学部分館）」と、トレーニングルームや武道場を設けている「工学部体育館」がある。礼拝堂を中心に霊育・知育・体育の教育施設が設置されており東北学院の教育の特徴を総合的にあらわしている。当キャンパス礼拝堂には、ドイツ（ベルリン）のカール・シュッケ社（de:Karl Schuke Berliner Orgelbauwerkstatt）製のパイプオルガンが設置されている。2023年（令和5年）には、このパイプオルガンは泉キャンパス（移転後の東北学院榴ケ岡高等学校）の旧礼拝堂（現在の音楽堂）に移設された。
後年は、隣接している国有地の取得や、老朽化している施設の解体整理を進めており、「工学基礎教育センター」の開設など、教育施設の拡大充実を図っていた。なお、同キャンパス内には東北学院幼稚園がある。
2022年度をもって幼稚園を除き完全閉鎖された。学生寮は解体後に幼稚園の駐車場となった。2025年度（令和7年度）中に解体が進み更地となる見込み。

## 対外関係

### 地方自治体等との協定
- 仙台学長会議
- 宮城の将来ビジョン（富県宮城の推進）
- 河北新報社との連携
- 多賀城市との連携教育に関する協定
- 宮城県教育委員会との包括連携協力に関する協定及び、高大連携特別授業の公開等に関わる協定
- 仙台市教育委員会との連携協力に関する覚書（小学校外国語ヴォランティア活動及び、小学校授業参観）
- 仙台商工会議所との包括連携に関する協定
- 仙台市泉区における大学と地域との連携協力
- 国土交通省東北地方整備局との連携
- 株式会社ロフトとの連携協力に関する協定[38]
- ベガルタ仙台との地域活性化に貢献することを目的とした包括連携に関する協定[39]
- 「新しい東北」地域資源発掘モデルスクール事業 『宮城はっぷん塾』
- 岩手県宮古市との連携協力（「みやこ・イングリッシュ・キャンプ」、「宮古・ニュートン・スクール」、「小中学生ものづくり体験教室」）[40]
- みやぎおかみ会及び公益財団法人仙台観光コンベンション協会との提携講座の開講（「おもてなしの経営学」）[40]
- 「宮城県、仙台市、宮城県内９大学等、七十七銀行、仙台銀行及び仙台商工会議所の 連携・協力に関する協定」[41]
- 北海道との連携協定を締結(2021年9月1日)北海道出身者を始めとする学生の北海道内へのUIJターン就職の促進を図る[42]

### 他大学との協定
- 海外における協定校
  -  アーサイナス大学（en:Ursinus College）
  -  フランクリン・アンド・マーシャル大学（en:Franklin & Marshall College）
  -  ランカスター神学校（en:Lancaster Theological Seminary）
  -  ヴィンセンス大学（en:Vincennes University）
  -  サンフランシスコ州立大学（en:San Francisco State University）
  -  レイクランド大学ジャパン・キャンパス（en:Lakeland University Japan）
  -  モラヴィアン大学（en:Moravian University）
  -  ビクトリア大学（en:University of Victoria）
  -  レニソン大学（en:Renison University College）
  -  アルスター大学（en:University of Ulster）
  -  ニューカッスル大学（en:Newcastle University）
  -  ベオグラード大学（en:University of Belgrade）
  -  ラインマイン大学（en:RheinMain University of Applied Sciences）
  -  トリア大学（en:University of Trier）
  -  アウクスブルク大学（en:University of Augsburg）
  -  ルードヴィヒスハーフェン経済大学（de:Hochschule für Wirtschaft und Gesellschaft Ludwigshafen）
  -  国際リーベンツェル大学（de:Internationale Hochschule Liebenzell）
  -  サヴォア・モンブラン大学（en:Université Savoie Mont Blanc）
  -  ヴァンデカトリック大学（en:Institut catholique d'études supérieures）
  -  ソフィア大学（en:Sofia University）
  -  ジェノヴァ大学（en:University of Genoa）
  -  南開大学（en:Nankai University）
  -  山東大学（en:Shandong University）
  -  北京第二外国語大学（en:Beijing International Studies University）
  -  天主教輔仁大学（en:Fu Jen Catholic University）
  -  世新大学（en:Shih Hsin University）
  -  東呉大学（en:Soochow University）
  -  長栄大学（en:Chang Jung Christian University）
  -  平澤大学校（en:Pyeongtaek University）
  -  梨花女子大学校（en:Ewha Womans University）
  -  韓国外国語大学校（en:Hankuk University of Foreign Language）
  -  東義大学校（en:Dong-eui University）
  -  ソウル神学大学校（en:Seoul Theological University）
  -  全南大学校（en:Chonnam National University）
  -  啓明大学校（en:Keimyung University）
  -  慶北大学校（en:Kyungpook National University）
  -  淑明女子大学校（en:Sookmyung Women's University）
  -  泰日工業大学（en:Thai-Nichi Institute of Technology）
  -  コンケン大学（en:Khon Kaen University）
  -  チェンマイ大学（en:Chiang Mai University）
  -  ノンラム大学（en:Ho Chi Minh City University of Agriculture and Forestry）
  -  ベトナム国家大学ホーチミン市校国際大学（en:Ho Chi Minh City International University）
  -  ニューサウスウェールズ大学（en:University of New South Wales）
  -  サザンクロス大学（en:Southern Cross University）
- 日本国内における大学間協定
  - 学都仙台コンソーシアム
  - 聖徳大学通信教育部 - 小学校教員免許取得に必要な科目の履修に関する協定
  - 放送大学[PR 28]
  - 西南学院大学 - 相互評価協定を締結   [43]

### 姉妹校
- 宮城学院女子大学 - 校祖を同じくする同大学とは関係が深い。

## 報道発表
文部科学省による大学・高専機能強化支援事業(成長分野を牽引する大学・高専の機能強化に向けた基金)
【事業創設の背景】
- デジタル化の加速度的な進展や脱炭素の世界的な潮流は、労働需要の在り方にも根源的な変化をもたらすと予想。
- デジタル・グリーン等の成長分野を担うのは理系人材であるが、日本は理系を専攻する学生割合が諸外国に比べて低い。
- デジタル・グリーン等の成長分野を牽引する高度専門人材の育成に向けて、意欲ある大学・高専が成長分野への学部転換等の改革を行なう為には、大学・高専が予見可能性を持って取り組めるよう、基金を創設し、安定的で機動的かつ継続的な支援を行なう。

【支援の内容】
- 学部再編等による特定成長分野(デジタル・グリーン等)への転換等(支援1)

2024年6月26日付で、文部科学省から第2回公募選定結果が公表された。
東北学院大学は【未来探求学部未来探求学科】で申請した結果、選定された。
今後、順次、選定された大学には文部科学省からの支援が開始される。

## 社会との関わり
メディアへの露出
- 2006年（平成18年）、映画「アヒルと鴨のコインロッカー」（原作：伊坂幸太郎）のロケ地の一つに選ばれ、泉キャンパス掲示板、2号館前の噴水、大学生協などで大塚寧々、瑛太、濱田岳などを迎え撮影が行われた。作中では、「青葉学院大学」として登場している。
- 2008年（平成20年）、TBS系列である東北放送（TBC）制作の深夜バラエティー番組『サンドのぼんやりーぬTV』の第2回放送で、新入生歓迎行事の模様が放送された。部員不足にあえぐ応援団とチアリーディングチームの新入生獲得を手伝うという設定で、お笑いコンビのサンドウィッチマンが登場。同学応援団やチアリーディングチーム、アメリカンフットボール部、放送会らと絡むシーンもある。TBCアナウンサーの名久井麻利はチアリーダー、サンドは学ランのコスプレを披露した。
- 2020年（令和2年）、フジテレビ制作の警察学校を舞台としたドラマ『教場』で、指導教官の風間公親(木村拓哉)が歩いていた渡り廊下、宮坂定(工藤阿須加)に課題を与えた渡り廊下はいずれも泉キャンパス。警察学校内の剣道場は泉キャンパス体育館内の剣道場。楠本しのぶ(大島優子)が岸川沙織(葵わかな)の膝の上に乗った階段は泉キャンパス3号館の階段である。
- 2021年（令和3年）、フジテレビ制作の警察学校を舞台としたドラマ『教場Ⅱ』で、指導教官の風間公親(木村拓哉)が歩いていた渡り廊下は泉キャンパス。警察学校内の剣道場は泉キャンパス体育館内の剣道場である。

## 系列校
東北学院大学の各教育機関は大学を頂点とする附属学校ではなく、学校法人東北学院の設置する学校である。学校法人のもとで平等の取り扱いを受ける独立した併設学校である。
- 東北学院中学校・高等学校
- 東北学院榴ケ岡高等学校
- 東北学院幼稚園

## 東日本大震災と東北学院
- 震災発生直後は電気等のインフラが壊滅しており大学の安否確認システムも機能しなかったが、当時の常任委員会、総合役員会に所属する一部の学生が中心となりTwitter（当時）を活用しての安否の呼びかけを発案・実行。その後、大学のシステムが回復するが、この行動が早期の学生の安否確認につながったとされ、携わった学生たちは学長特別表彰を授与された。
- 災害ボランティアステーション

「災害ボランティアステーション」を立ち上げたことで、現在100を超える大学と連携し、その事務局となっている。他の大学とのコミュニケーションが親密になり、また自治体、NPO、住民との関係も築くことができた。地元は元より、国内さまざまな組織と連携している。
- 東北学院大学震災のプロジェクト

東北学院大学教養学部地域構想学科 教授、社会学者(専門は災害) の金菱清教授(2020年より関西学院大学教授)とゼミ生たちによる東北学院大学「震災の記録プロジェクト」
2015年（平成27年）、東日本大震災から5年。東北学院大学、金菱清ゼミナールが行った「震災の記録プロジェクト」をまとめた本書である。このゼミの学生と指導教官である金菱清が2013年（平成25年）から始めたものである。
- 「私の夢まで、会いに来てくれた 3・11 亡き人とのそれから」

2018年（平成30年）、2月下旬に刊行された本書は2016年（平成28年）1月に刊行された『呼び覚まされる霊性の震災学 3・11生と死のはざまで』（東北学院大学震災のプロジェクト 金菱ゼミナール編 新曜社刊）と対をなすもので、震災で死去した家族の夢を見た遺族に聞き取りした話をまとめた本である。中央紙から地元紙、地元テレビ局も加わり、当日夜から翌日にかけてニュースとして放送され、新聞では『震災7年特集』として3月11日前後に掲載された。その後も共同通信社、時事通信社の配信により、特に関東以西の西日本のメディアによって大きく報道された。一方、東北学院大学のゼミ生は、報告会の後も要請に応えてラジオ番組に生出演し、取材に応じてくれた方々に上梓された本を届ける様子などの取材にも応え、様々なメディアで取り上げられた。
- 「ブルガリア共和国大使館」が震災後、諸外国の中で最初に東日本大震災で多大な被害を受けた東北学院大学を慰問。

これは東日本大震災により、日本から避難していたブルガリア共和国大使館に代わり、ブルガリア共和国外務省からの「被災地慰問」の意向が 宮城県出身で、これまでブルガリア共和国の国際・イベントプロモーションを主催しブルガリア共和国の花であるブルガリアン・ローズ（burugariann・rose）の普及に努めていた東北学院大学OBに打診され、ブルガリア共和国外務省から正式に上記のOBに依頼されたことによる。
本趣旨を受けた上記OBの援助により、ブルガリアの歌手Valya Balkanska:ヴァリャ・バルカンスカ（ブルガリアン・ヴォイス）とペタル・ヤネフ（バグパイプ奏者） を日本に招き、上記OBがブルガリア大使館一行に同行し、震災で壊滅的な被害を受けた宮城県東松島市を慰問した。その際、校舎が全壊し多くの犠牲者を出していた鳴瀬第一中学、鳴瀬第二中学を慰問。その後、ブルガリア共和国と東松島市は国際姉妹都市となっている。。また、本件では上記OBが親交のある「青山学院大学」の賛同、協力を得て 東京の青山学院・アスタジオにおいて、司会を行い、ヴァリャ・バルカンスカとペタル・ヤネフの「東日本大震災復興チャリティーコンサート」が開催された。この模様は青山学院・アスタジオから本学にテレビ中継されている。 また本イベントのチャリティーは上記OBと青山学院の意向によって「日本赤十字社」の東日本大震災義援金と「青山学院大学」から東北学院大学への義援金として納められている。
- 「関西学院大学」、関学大応援団総部(指導部・吹奏楽部・チアリーダー部)の総勢84人が東北学院大学を慰問。

東日本大震災で多大な被害を受けた東北学院大学を「関西学院大学」の応援団、チアリーダーチーム、吹奏楽部が慰問し、東北を元気に、復興応援企画「エール！笑顔ここから‼︎」と銘打ち東北学院大学、東北大学も参加し3大学合同パフォーマンスを披露した。キリスト教主義学校（ミッションスクール）として、明治の同時期に誕生し、日本基督教団同盟校でもある「関西学院大学」は阪神・淡路大震災で学生15人と教職員ら8人が死亡するなど大きな被害を経験している（震災時、東北学院大学は関西学院大学に義援金援助)。関学の学生は「16年前の阪神・淡路大震災では多くの犠牲者を出して悲しみにくれたが、全国から多くの善意や励ましをもらった。今度は私たちができることをしたい。」「肉親を失い途方に暮れる毎日だったが、多くの方に支えていただき、励まされ、立ち直ることができた。今の私が在るのは、あの時の愛の励ましがあったから。(東日本大震災の深刻な状況に)当時が重なり、早く、早くいかなくてはと、居ても立ってもいられなかった。今度は私たちがお返しして、元気になっていただきたい。」と語った。学生たちの想いから始まった、東日本大震災の深刻な状況に発起した学生主導による慰問であった。